# 大南澳
大南澳，指宜蘭縣大南澳北溪與大南澳南溪沖積而成的平原，因係位於蘇澳之南的灣澳而得名。日治初期大南澳屬於蕃地，其後將大南澳平原東部納入蘇澳街，即今蘇澳鎮南強里、朝陽里。廣義的大南澳則包含其後方今隸屬於南澳鄉的山區。
大南澳早年住民為「大南澳13社」的泰雅族人。

## 地名由來
早在清治嘉慶17年（1812年）設噶瑪蘭廳，頒佈廳疆界為「…東南至蘇澳過山『大南澳』界…」時，已見「大南澳」之名；而宜蘭縣境內的「小南澳」有三：(1)清同治8年（1869年）七月初一恭親王(等)奏「洋人擅入大南澳伐木開墾事件」中，曾載有「(大南澳)附近五里之小南澳」一詞；(2)光緒5年（1880年）夏獻綸之「台灣輿圖」標示「小南澳」，位於大南澳之北；(3)明治42年（1909年）日本政府將冬山鄉大進村由番地編入一般行政區，取名「小南澳庄」，隸浮洲堡。由於時空相差甚多，故知「大南澳」並非為有別於前述三個「小南澳」而取名。
比較可能者，因昔日宜蘭人稱北風澳（北方澳）為「北澳仔」、稱南風澳（南方澳）為「南澳仔」，與蘇澳合稱「三澳」（見「羅大春義學碑」），故蘇澳以南的南澳，應係為有別於南方澳之讀做「南澳仔」，而取名「大南澳」。一如宜蘭人將和平溪稱為「大濁水」，以有別於「濁水」(蘭陽溪)。

## 歷史

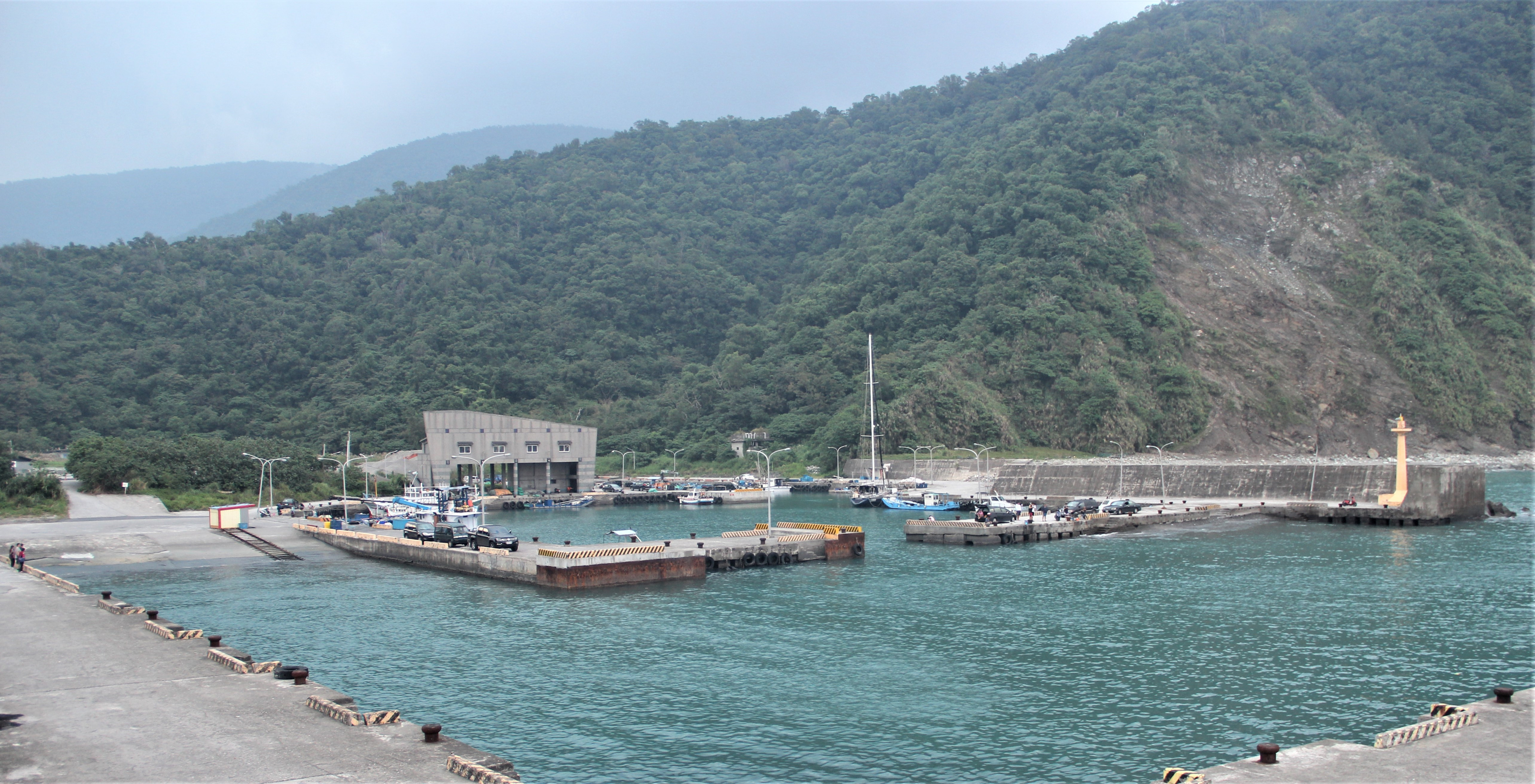
蘇澳鎮朝陽里朝陽漁港

「大南澳」雖早在1812年已被清廷納入國土，但實為泰雅人領域，漢人無力治理。1874年羅大春雖開北路，並派兵汛駐於沿途，惟未囤兵開墾大南澳，沒幾年北路就撤守廢棄。日治後以武力理番，至1908年底終迫使大南澳13社獻馘歸順。惟通往花蓮港之路仍受阻於太魯閣族人，乃於1914年6月發動太魯閣戰爭，8月戰役結束，太魯閣族人死傷慘重，日人宣布「理番成功」，惟大南澳仍屬番地，少有平地人入墾。宜蘭廳於1917年（大正六年）8月1日發佈〈宜蘭廳令第二號〉，設南澳支廳於浪速（今朝陽里和南強里）。浪速（Naniwa）係日本軍艦名，傳因曾派來協助理番，而將大南澳海濱取名「浪速」以資紀念；一說因南澳溪出海口浪大湧急，所以稱為「浪速」。戰後，浪速改名「朝陽」，惟後代居民卻以訛音稱浪速為「娜娘仔」。1946年全台劃分行政區域為「平地」、「山地」時，以蘇花公路中心線為界，將海側的大南澳平原地區劃屬蘇澳鎮，分設朝陽、南強二里，屬平地鄉鎮，山側則劃歸南澳鄉，屬原住民山地鄉。